# Hilden (Rhénanie-du-Nord-Westphalie)
Hilden est une ville allemande du land de Rhénanie-du-Nord-Westphalie (Nord-Rhein-Westfalen), dans l'arrondissement de Mettmann, près de Düsseldorf. La ville a une superficie de 25,96 km2 et elle est traversée par la rivière Itter.

## Histoire
| Appartenances historiques Électorat de Cologne 1074-1803 Duché de Berg 1803-1806 Grand-duché de Berg 1806-1813 Royaume de Prusse (Province de Juliers-Clèves-Berg) 1816-1822 Royaume de Prusse (Province de Rhénanie) 1822-1918 République de Weimar 1918-1933 Reich allemand 1933-1945 Allemagne occupée 1945-1949 Allemagne 1949-présent |

## Galerie

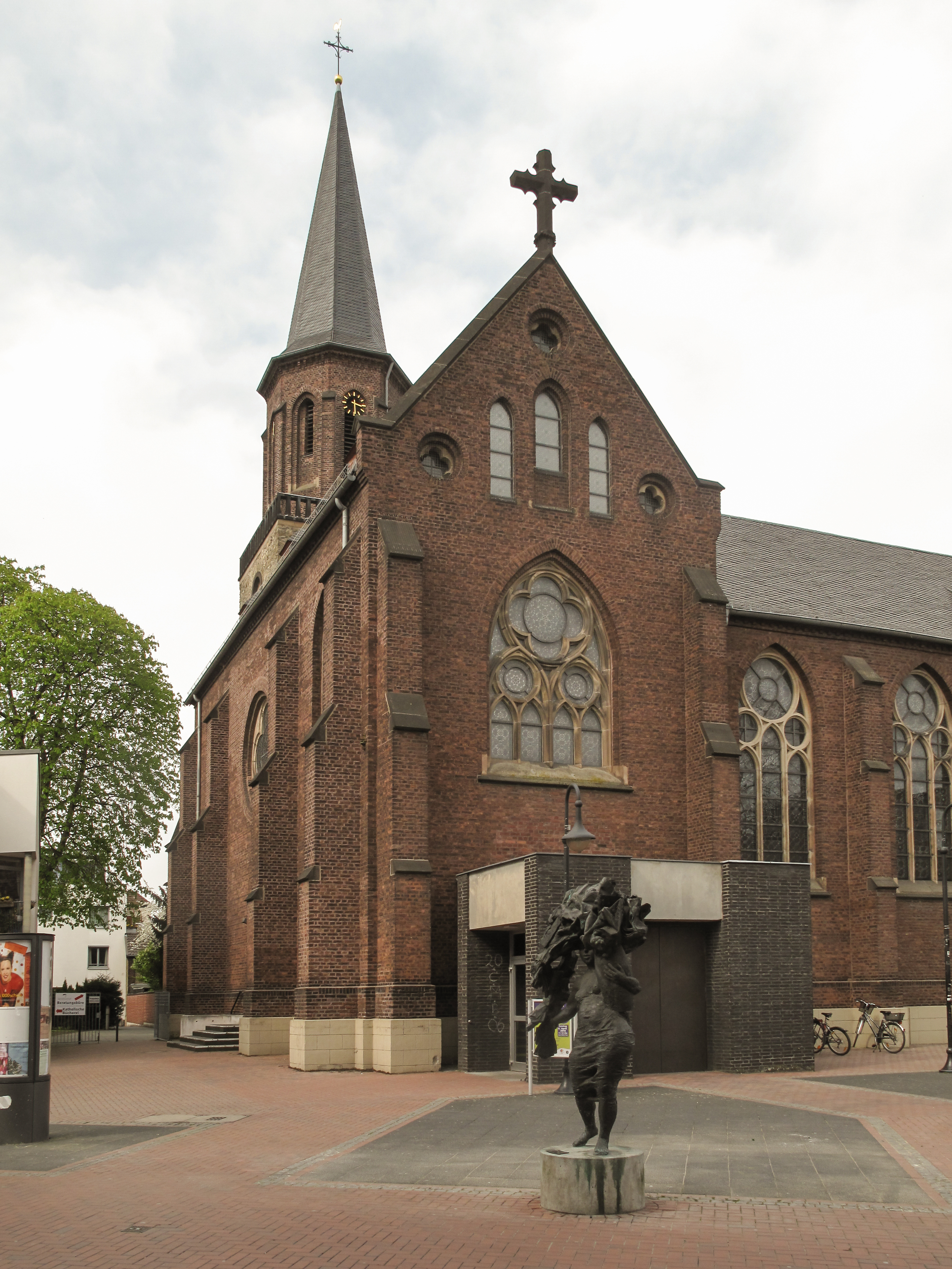
Hilden, église : die Sankt Jacobuskirche.
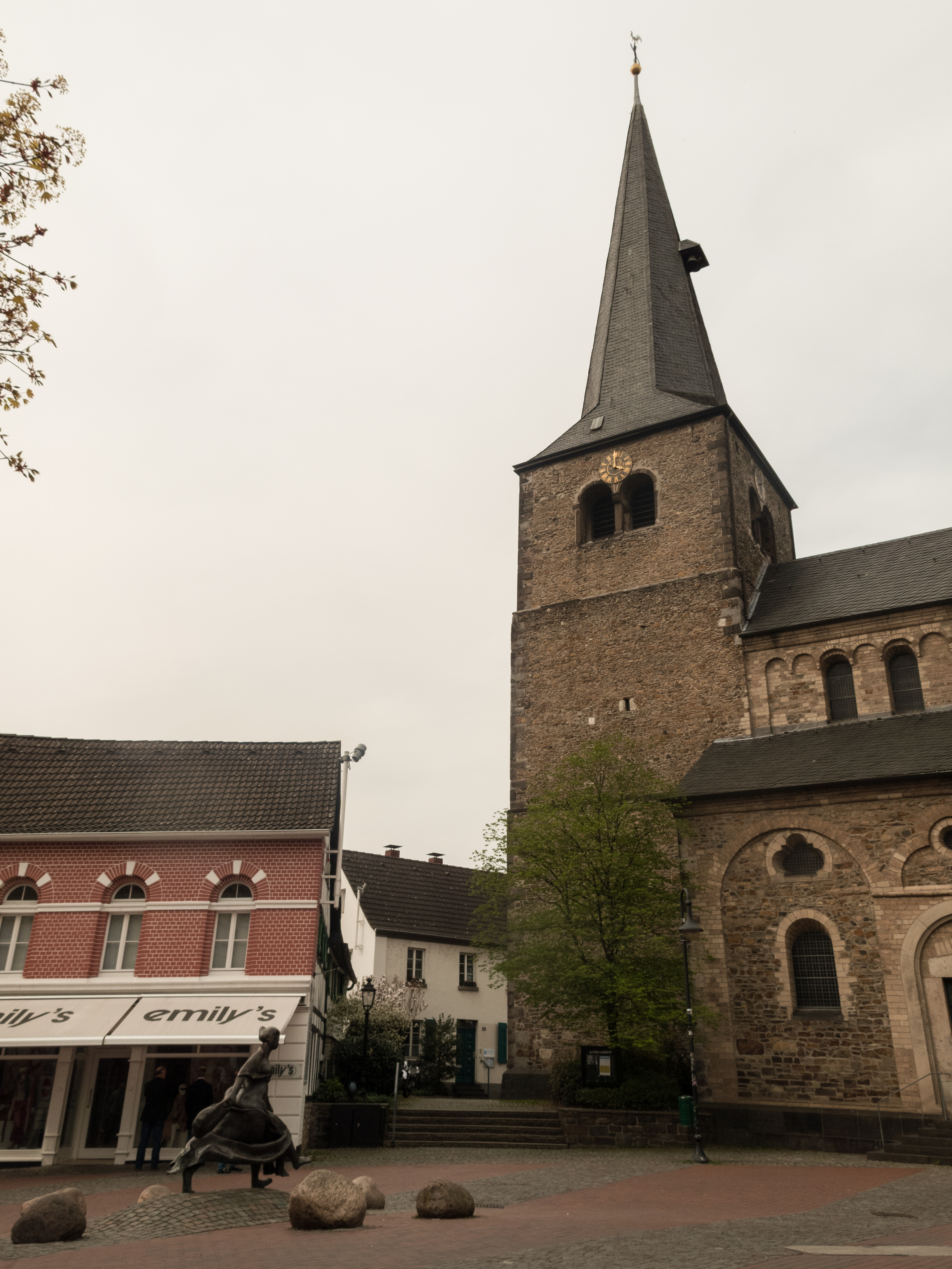
Hilden, église : die Reformationskirche.
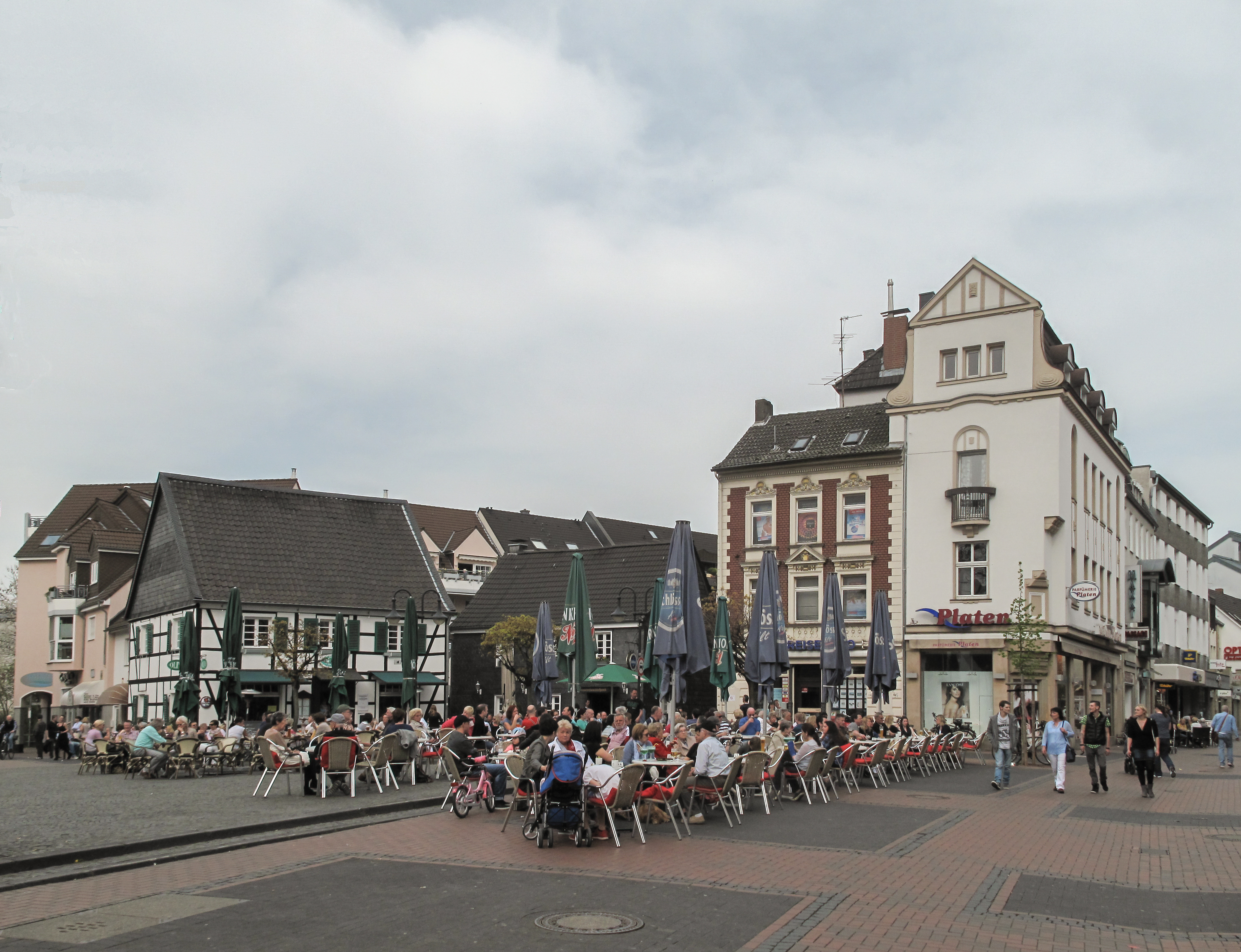
Hilden, vue dans la rue : die Mittelstrasse.
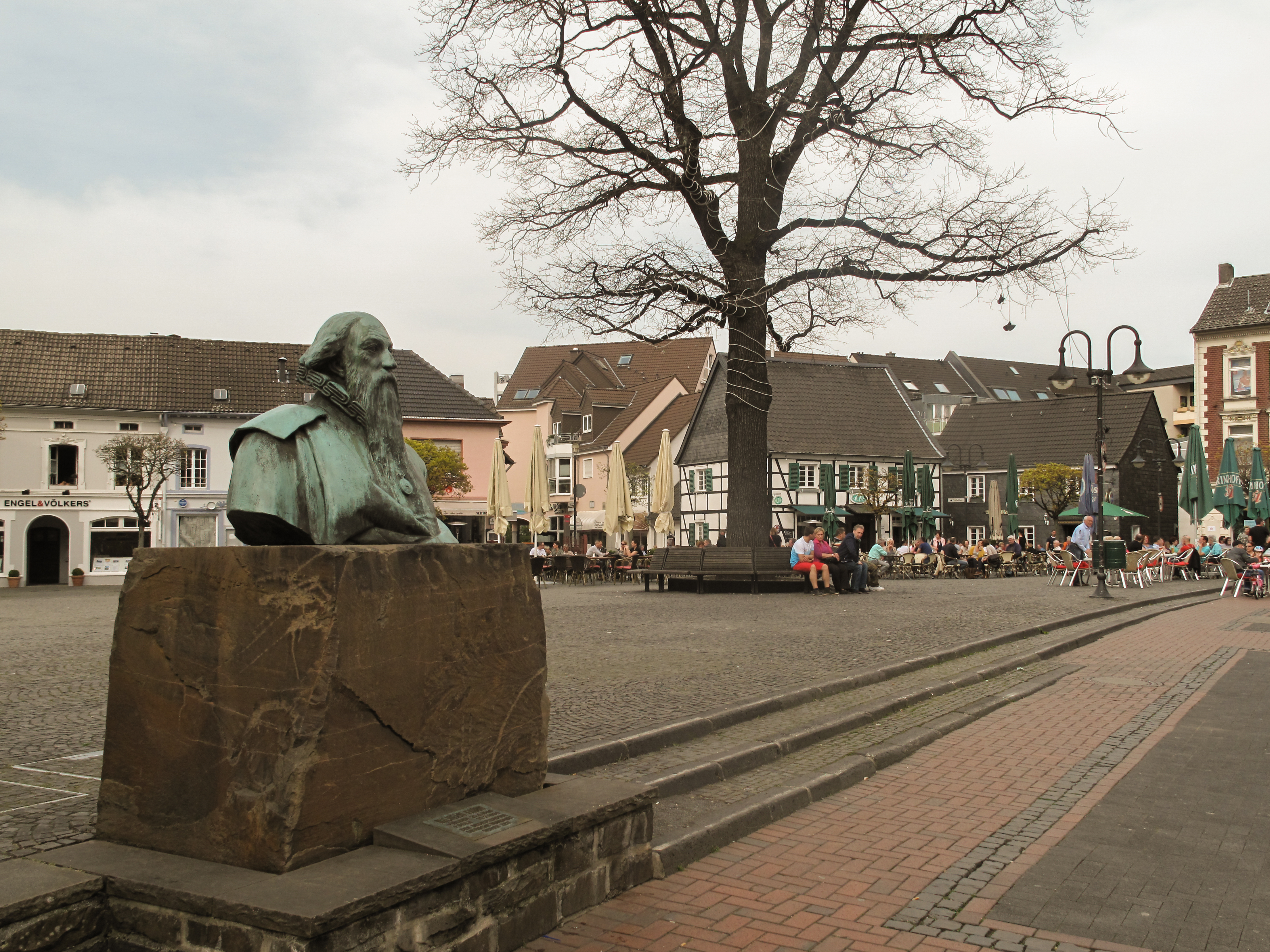
Hilden, buste (Wilhelm Fabry).

## Économie
Hilden est le siège du centre opérationnel de la compagnie Qiagen, spécialisée dans la commercialisation de kits de biologie moléculaire.

## Personnalités liées à Hilden
- Guillaume Fabri (1560-1634), né à Hilden, chirurgien allemand[1].
- Antonius Hulsius (1615-1685), né à Hilden, philologue et théologien, professeur à l'université de Leyde de 1668 à sa mort.
- Nina Laaf, née en 1977 à Hilden, sculptrice.